# Guachené
Guachené est une municipalité située dans le département de Cauca, en Colombie.
Créée en 2006, c'est la plus récente municipalité du département.